# 피트 샘프러스
피트 샘프러스(Petros "Pete" Sampras, 1971년 8월 12일 ~ )는 전 세계 랭킹 1위였던 미국의 프로 테니스 선수이다.
1988년 프로 투어에 데뷔한 그는 2002년 은퇴하기까지 15년간의 선수생활 동안 총 52회의 그랜드 슬램 대회에 출전하여 14번의 우승을 포함하여(호주 오픈 2회, 윔블던 7회, US 오픈 5회) 그랜드 슬램에서만 203승 38패의 전적을 기록하였다.
그는 1993년부터 1998년까지 6년 연속 연말 세계 랭킹 1위를 기록하였으며 이것은 오픈 시대 사상 세 번째로 긴 기록이다. 윔블던에서 7번 우승하여 윌리엄 랜쇼 (William Renshaw),로저 페더러와 더불어 윔블던 최다 우승 기록을 보유하고 있으며 US 오픈에서는 5번 우승하여 지미 코너스, 로저 페더러와 함께 최다 우승 기록을 갖고 있다. 이러한 뛰어난 성적으로 인해 샘프러스는 역사상 가장 뛰어난 선수 중 한 명으로 널리 인정받는다. 미국의 기자이자 TV 스포츠 진행자인 버드 콜린스는 샘프러스를 역사상 최고의 선수 5명 중 한 명으로 꼽았으며, 미국의 테니스 잡지 테니스 매거진 (Tennis Magazine)은 그를 1965~2005년 사이에 활동한 최고의 선수로 평가했다. 그는 2007년 7월 17일 국제 테니스 명예의 전당에 헌액되었다.

## 선수 활동

### 성장과정
피트 샘프러스는 워싱턴 D.C.에서 새미 샘프러스(Sammy Sampras)와 조지아 샘프러스(Georgia Sampras) 부부의 셋째 아들로 태어났다. 그의 어머니는 그리스 이민자였으며, 그의 아버지는 그리스계와 유대계의 혼혈이었다. 샘프러스는 매주 일요일마다 그리스 정교 교회에 다녔으며, 이러한 배경으로 인해 그는 성장과정에서 그리스 문화의 영향을 매우 많이 받았다.
샘프러스는 일찍이 어릴 때부터 뛰어난 운동선수가 될 자질을 보였다. 그는 어린 시절 집에 있는 지하실에서 라켓을 발견하고는 몇 시간동안이고 벽에 공을 치며 놀았다. 1978년 그의 가족은 캘리포니아의 팔로스 버다스(Palos Verdes)로 이주했는데, 따뜻한 이 지역의 기후 덕분에 당시 7살이었던 샘프러스는 테니스를 더 마음껏 칠 수 있게 되었다. 어린시절 그의 우상은 로드 레이버였으며, 11살 때 실제로 로드 레이버를 만나 함께 테니스를 치기도 했다. 샘프러스의 가족은 페니슐라 라켓 클럽(Peninsula Racket Club)에 가입했는데, 이것이 그의 재능을 발견하는 계기가 되었다. 소아과 의사이자 테니스광이었던 피터 피셔(Peter Fischer)가 클럽에 온 샘프러스의 재능을 알아보고 그때부터 1989년까지 샘프러스의 코치 역할을 맡았다 샘프러스가 윔블던에서 우승하게 만드는 것을 목표로 삼은 피셔는 윔블던의 잔디 코트를 고려하여 샘프러스의 백핸드를 투핸드에서 원핸드로 바꾸게 했다.

### 1988–1990년

#### 1988년
1988년 샘프러스는 16살의 나이로 프로에 데뷔했다. 세계 랭킹 893위로 시작했던 그는 같은 해 연말 97위까지 올라갔다. 프로 데뷔 첫 대회는 2월 필라델피아에서 열린 U.S. 프로 인도어 대회(U.S. Pro Indoor)였는데, 여기서 새미 쟈말바 쥬니어(Sammy Giammalva, Jr.)를 만나 패했다. 일주일 후 마이애미에서 열린 립톤 국제 선수권 대회(Lipton International Players Championships)에 참가해 당시 세계 랭킹 40위권 안에 들었던 선수 두 명을 꺾고 랭킹 18위 에밀리오 산체스(Emilio Sánchez)에게 졌다. 약 6개월 후 US 오픈의 웜업(Warm-up) 대회인 ATP 라이 브룩 대회(ATP Rye Brook)에서 다시 당시 세계 랭킹 39위였던 미치엘 샤퍼스(Michiel Schapers)를 꺾었다. 그의 생애 첫 그랜드 슬램 단식 경기였던 1988년 US 오픈 1회전에서는 세계 랭킹 69위였던 페루의 Jaime Yzaga를 만나 6–7, 6–7, 6–4, 7–5, 6–2로 패했다.
이후 출전한 세 번의 대회에서 샘프러스는 모두 8강을 넘지 못 했다. 하지만 이 시기에 당시 세계 랭킹 79위이자 훗날 1위에도 올랐던 짐 쿠리어를 처음 상대하여 승리하였으며, 랭킹 8위였던 팀 메이요트를 꺾기도 했다.

#### 1989년
1989년 샘프러스의 연말 랭킹은 81위로 소폭 상승했다. 1989년 호주 오픈에 참가하여 1회전에서 Christian Saceanu에게 패했고 윔블던에서도 1회전에서 토드 우드브리지에게 7-5, 7-6, 5-7, 6-3으로 졌다. 이해 프랑스 오픈에서는 1회전에서 생애 첫 그랜드 슬램 경기 승리를 따냈으나, 2회전에서 마이클 창을 처음으로 만나 6-1, 6-1, 6-1로 완패했다. US 오픈에서는 작년 대회 우승자였던 5번 시드의 매츠 빌랜더를 2회전에서 5–7, 6–3, 1–6, 6–1, 6–4로 꺾었으나 4회전에서 랭킹 13위였던 제이 버거(Jay Berfer)에게 패했다. 연말에 참가한 마지막 4개 대회에서는 모두 1회전 탈락이라는 쓴잔을 마시기도 했다.

#### 1990년
샘프러스는 1990년 초 호주에서의 그 해 첫 대회 출전 당시 세계 랭킹 61위로 한해를 시작해서 연말에는 5위까지 올라갔다. 그는 시드니의 한 대회에서 매츠 빌랜더에게 패했다. 호주 오픈에서는 1회전에서 세계 랭킹 12위의 팀 메이어트를 7–6, 6–7, 4–6, 7–5, 12–10로 이겼으나 4회전에서 랭킹 13위의 야니크 노아에게 4세트만에 패했다. 2월에 필라델피아에서 열린 에벨 U.S. 프로 실내 대회(The Ebel U.S. Pro Indoor)에서 생애 첫 프로 대회 단식 타이틀을 따냈으며, 이 대회에서 랭킹 6위 안드레 아가시, 8위 팀 메이요트를 이겼으며 결승에서는 18위였던 안드레 고메즈(Andrés Gómez)를 꺾었다. 이 대회의 우승으로 그는 생애 최초로 세계 랭킹 20위권에 진입했다. 프랑스 오픈에는 참가하지 않았고 윔블던에서는 크리스토 밴 랜스버그(Christo Van Rensburg)를 맞아 7–6, 7–5, 7–6로 패하여 또 한번 1회전에서 탈락했다.
북미의 여름 하드 코트 시즌에 7주 연속 대회에 출전한 샘프러스는, 캐나다 오픈(The Canadian Open) 8강에서 존 메켄로를 꺾었으나 준결승에서 마이클 창에게 패했다. 로스 앤젤레스에서 열린 대회에서는 준결승까지 올라가 당시 랭킹 2위였던 스테판 에드베리에게 패했다. 그 이후 세 개 대회에서는 세 번 모두 8강에서 졌으며, 당시 8강 상대는 차례로 마이클 창, 리치 레너버그(Richey Reneberg), 그리고 고란 이바니세비치였다.
샘프러스는 9월에 열린 US 오픈에서 우승하면서 드디어 생애 첫 그랜드 슬램 타이틀을 거머쥐었다. 대회 4회전에서 세계 랭킹 6위의 토마스 무스터를, 8강에서 랭킹 3위의 이반 렌들을, 준결승에서 랭킹 20위의 존 메켄로를 꺾었고, 결승에서는 안드레 아가시를 만나 3세트를 내리 따내며 우승을 거두었다. 이것은 US 오픈 남자 단식 최연소 우승 기록(당시 나이 19년 28일)이었다. 이후 연말에 참가한 마지막 5개 대회 중에서는 그랜드 슬램 컵에서 우승하였다.

### 1991–1992년

#### 1991년
1991년 연말 마스터스 컵 대회에서 우승하면서 그의 통산 5개의 마스터스 컵 타이틀 중 첫 타이틀을 획득했다. 이 해 US 오픈에 디펜딩 챔피언으로 참가했던 그는 8강에서 짐 쿠리어에게 패했는데, 대회 직후 그가 8강 패배로 실망하지는 않았으며 오히려 타이틀을 방어해야 한다는 부담감이 덜어져서 편안했다는 요지의 발언을 했다가 구설에 오르기도 했다.

#### 1992년
1992년 샘프러스는 프랑스 오픈에서 처음으로 8강까지 올랐으며 윔블던에서는 준결승까지 진출했다. US 오픈에서는 결승에서 스테판 에드베리에게 패하면서 준우승을 했는데, 훗날 그는 당시의 패배가 자신에게 마치 일종의 모닝콜과 같이 작용해서 그때부터 어떻게 하면 세계 1위가 될 수 있을 것인가를 생각하게 되었다고 회고했다. 그는 이 해 데이비스 컵 대회에 미국 국가대표로 출전, 존 매켄로와 복식조를 이루어 미국이 대회 우승을 거두는 데에 공헌하였다. 그는 1995년 미국의 데이비스 컵 우승 당시에도 국가대표로 출전한바 있다.

### 1993-1996년

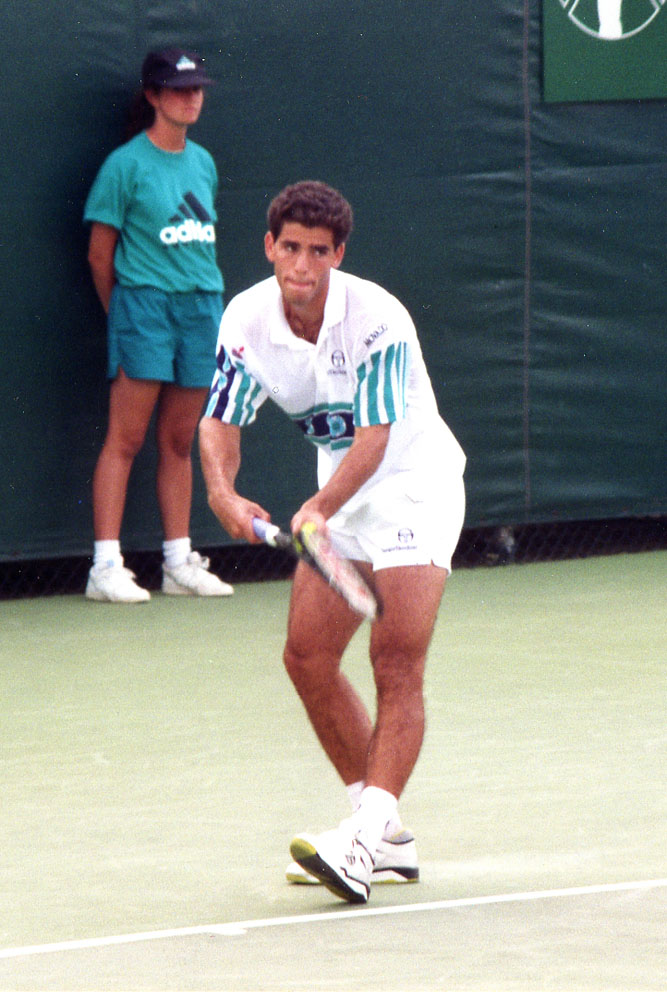
1992년 경기 중인 샘프러스

1993년 초 호주 오픈에서 4강에 올랐으며 프랑스 오픈에서는 이전 해에 이어 다시 한 번 8강에 올랐다. 그리고 1993년 4월 생애 최초로 세계 랭킹 1위에 올랐다. 당시 샘프러스는 1990년 US 오픈 우승 이후 그랜드 슬램 타이틀이 없는 상태였기 때문에 그가 진정한 세계 랭킹 1위라고 할 수 있는지에 대해 다소 논란이 있었다. 그러나 그는 세 달 후 윔블던 결승에서 전 세계 랭킹 1위였던 짐 쿠리어를 꺾고 우승하면서 그러한 논란을 잠재웠다. 그 여세를 몰아 같은 해 US 오픈에서도 우승하면서 생애 두 번째 US 오픈 타이틀을 획득했다. 그는 이 해 연말 ATP 투어 사상 최초로 한 시즌 천 개 이상의 에이스를 기록하면서 부동의 1위로 시즌을 마감했다.
이후 샘프러스는 약 10년여 동안 윔블던을 평정한 선수가 되었다. 그는 1993년부터 1995년까지 3년 연속 윔블던에서 우승하였다. 1996년에는 그 해 우승자가 된 리하르트 크라이첵에게 8강에서 패하였으나, 1997~2000년까지 다시 4년 연속 우승컵을 거머쥐면서 윔블던 역사상 가장 많은 우승을 한 선수가 되었다. 2000년의 윔블던 우승으로 그는 로이 에머슨의 그랜드 슬램 단식 최다 우승 기록(12회)도 갱신했다.
샘프러스는 총 2개의 호주 오픈 타이틀을 획득했다. 한 번은 1994년 결승에서 미국의 토드 마틴을 상대로, 다른 한 번은 1997년 결승에서 스페인의 카를로스 모야를 상대로 승리하면서 우승하였다. 한편 1995년 호주오픈 8강 짐 쿠리어와의 경기에서 샘프러스가 경기 도중 눈물을 흘렸던 것은 그의 유명한 경기 일화 중 하나이다. 그의 오랜 코치였던 팀 걸릭슨은 당시 대회 기간 중에 갑작스럽게 쓰려져 미국으로 돌아갔는데, 진단 결과 뇌종양으로 판명되었고 이로 인해 걸릭슨은 이듬해까지 투병해야만 했다. 걸릭슨이 암 선고를 받았다는 사실에 충격을 받았던 샘프러스는 8강 경기 도중 갑자기 관객들이 알아볼 수 있을 정도로 눈물을 흘리기 시작했고, 그 경기는 이겼지만 결국 결승에서 안드레 애거시에게 패하고 말았다. 걸릭슨이 병으로 샘프러스의 코치 역할을 더 이상 수행할 수 없게 됨에 따라 폴 아나콘(Paul Annacone)이 후임 코치를 맡았다.
샘프러스가 가장 뛰어난 경기력을 발휘했던 코트는 역시 잔디 코트였다. 그는 또 올라운드형 스타일과 강한 승부욕으로도 유명했다. 그는 1995•1996년 연속으로 US 오픈에서 우승했다. 그의 약점은 클레이 코트였는데, 이 때문에 클레이 대회인 프랑스 오픈에서 그의 최고 성적은 1996년 준결승 진출에 머물렀다. 당시 준결승에서 그는 그 해 대회 우승자가 된 러시아의 예브게니 카펠니코프에게 패했다. 비록 프랑스 오픈에서는 이렇다할 성적을 내지 못 했지만, 다른 클레이 코트 대회에서는 어느 정도 성적을 보여주었다. 그는 1994년 클레이 코트 대회인 로마 마스터스 결승에서 보리스 베커를 꺾으며 우승했고, 역시 모스코바의 클레이 코트 경기장에서 열린 1995년 데이비스 컵 결승에서는 안드레이 체스노코프(Andrei Chesnokov)와 카펠니코프를 차례로 꺾었다. 1998년에는 애틀란타에서 열린 클레이 코트 대회 결승에서 제이슨 스톨텐버그(Jason Stoltenberg)를 꺾으며 우승하기도 했다.

### ATP Tour career earnings
| 연도 | 메이저 우승 | ATP 우승 | 총 우승 | 상금 ($)   | 상금 랭킹 |
| ---- | ----------- | -------- | ------- | ---------- | --------- |
| 1997 | 2           | 6        | 8       | 6,498,311  | 1         |
| 1998 | 1           | 3        | 4       | 3,931,497  | 1         |
| 1999 | 1           | 4        | 5       | 2,816,406  | 2         |
| 2000 | 1           | 1        | 2       | 2,254,598  | 5         |
| 2001 | 0           | 0        | 0       | 994,331    | 11        |
| 2002 | 1           | 0        | 1       | 1,222,999  | 12        |
| 통산 | 14          | 50       | 64      | 43,280,489 | 2         |

## 같이 보기
- 그랜드 슬램 남자 단식 우승자 목록

## 더 읽어보기
- (영어) Collins, Bud; H. A. Branham (1996). 《Sampras: A Legend in the Works》. Chicago: Bonus Books. ISBN 1-56625-062-5.

## 비디오
- (영어) Wimbledon Classic Match: Federer vs Sampras (2001) Standing Room Only, DVD Release Date: October 31, 2006, Run Time: 233 minutes, ASIN: B000ICLR98.
- (영어) Legends of Wimbledon - Pete Sampras (2006) Standing Room Only, DVD Release Date: October 31, 2006, Run Time: 60 minutes, ASIN: B000ICLR84.
- (영어) The Netjets Showdown: Pete Sampras vs. Roger Federer (2008) Arts Alliance Amer, DVD Release Date: April 22, 2008, Run Time: 180 minutes, ASIN: B0013PVGN6.